# Myo Ko
Myo Ko (ur. 20 kwietnia 1990) – birmański zapaśnik walczący w stylu klasycznym. Brązowy medalista igrzysk Azji Południowo-Wschodniej w 2019 roku.